# 방진 마스크

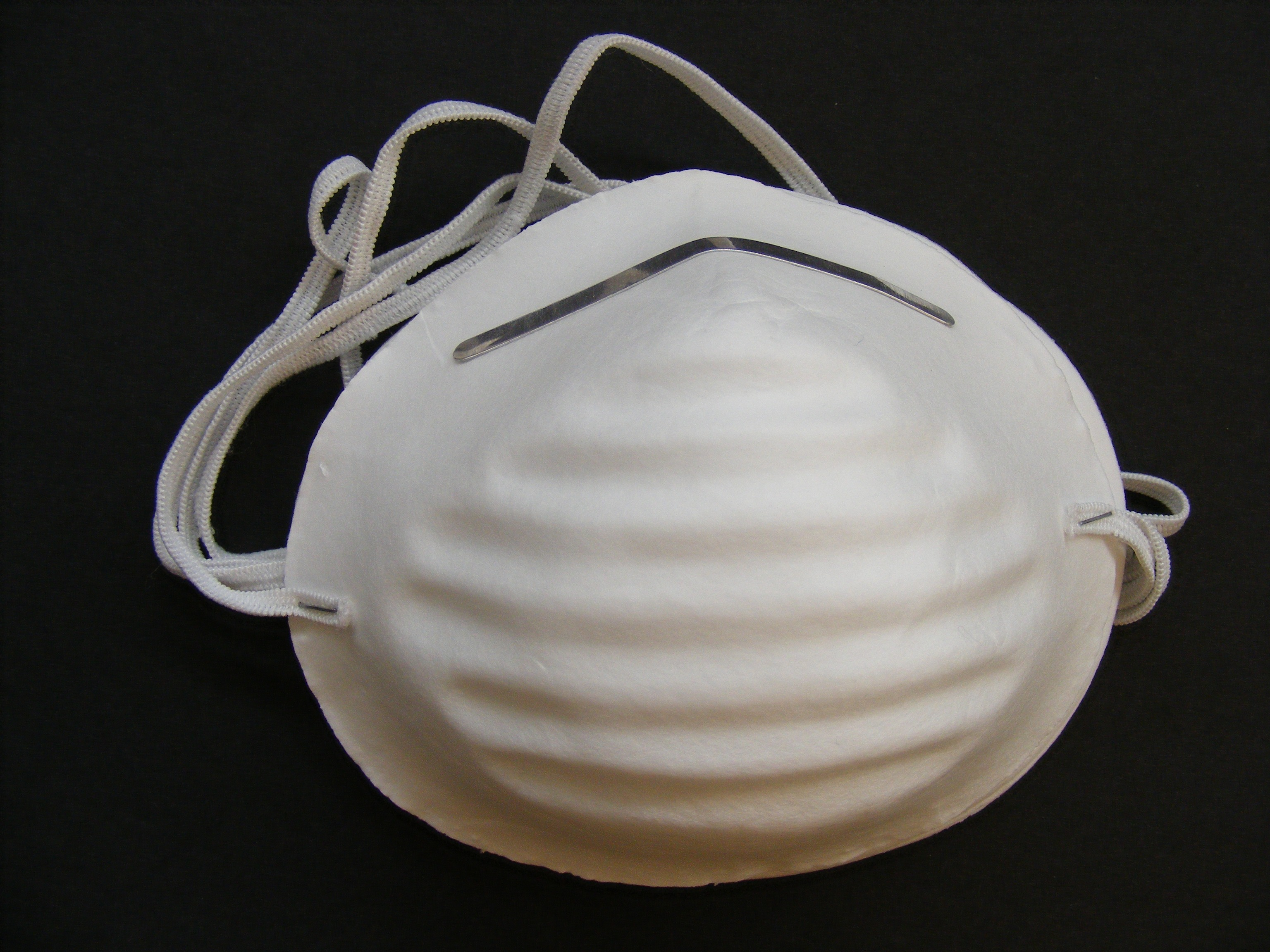
얼굴의 반을 가리는 방진 마스크는 일반적으로 착용자가 매우 미세한 입자로부터 보호를 받기 위해 착용하게 된다.

방진 마스크(防塵 - , 영어: dust mask, filtering facepiece particles, FFP)는 공사 또는 청소 활동 중에 마주치는 먼지로부터 보호하기 위해 고무 스트랩에 의해 코와 귀에 걸쳐 사용하는 탄력성 있는 패드이다. 먼지는 석고보드, 벽돌, 목재, 유리섬유, 이산화 규소(세라믹이나 유리 생산 시), 빗질을 이용한 활동에서 비롯될 수 있다. 방진 마스크는 알레르기로부터 보호하기 위해 착용하기도 한다. 방진 마스크는 페인트 마스크나 외과용 마스크와 유사한 경우 및  방식에서 착용하지만, 이 셋을 혼동하는 것은 위험한데 제각기 특정한 공기 운반 위험 물질들로부터 보호하도록 설계되었기 때문이다.

## N95
미국 NIOSH N95등급이 일반적으로 산업용 규격으로 제시된다.  N95(Not resistant to oil, 95%) 등급은 기름 성분에 대해 저항성은 없지만  에어로졸을 포함하는 공기중에 떠다닐수있는 0.3µm 미세입자를 95%이상에서 필터링의 효과를 가리킨다. 한편 헤파(HEPA)필터의 경우는 99.97%를 기준으로한다.

## 같이 보기
- 방독면
- 서지컬 마스크(보건 마스크)